# نارایان داس (بازیکن فوتبال)
نارایان داس (انگلیسی: Narayan Das؛ زادهٔ ۲۵ سپتامبر ۱۹۹۳) بازیکن فوتبال اهل هند است.
از باشگاه‌هایی که در آن بازی کرده‌است می‌توان به باشگاه فوتبال دمپو، باشگاه فوتبال بنگال شرقی، اشاره کرد.
وی همچنین در تیم‌های ملی فوتبال India U19 و India U23 و هند بازی کرده‌است.